# Allegro barbaro (Bartók)
L'Allegro barbaro, BB 63 (Sz 49), è uno dei più famosi brani per pianoforte di Béla Bartók, composto nel 1911 – un anno prima della Toccata di Prokof'ev.
L'opera combina scale sia ungheresi che rumene. Mentre la musica contadina ungherese è basata sulla scala pentatonica, la musica rumena è in gran parte cromatica. Il titolo è un colpo ai critici di Bartók, che lo definivano un "barbaro".

## Presentazione
Béla Bartók compose, senza secondi fini, il suo Allegro. Il titolo non è presente nella partitura dell'autografo. Esso appare nell'edizione 1913 della rivista Nyugat nel suo numero del 1º gennaio (pag. 57-69). Zoltán Kodály evoca l'umoristico ammiccamento del suo collega a un critico che, al festival ungherese di Parigi il 12 marzo 1910, aveva parlato di "giovani barbari ungheresi".
Malgrado la data del 1921, spesso conservata, la creò indubbiamente lo stesso Bartók il 1º febbraio 1913 a Kecskemét (Ungheria).
Il compositore utilizzò quindi questo tipo di trattamento ritmico, in particolare in All'aria aperta (1926) e All'ungherese estratti da Nove piccoli brani dello stesso anno.

## Analisi
La melodia iniziale dell'Allegro barbaro è, in gran parte, pentatonica (le prime 22 note della melodia utilizzano una cella composta da un solo tono e una terza minore, l'elemento centrale della scala pentatonica). In effetti, l'apertura utilizza elementi tematici nel modo frigio.
La tonalità principale è di fa minore, in un classico taglio ternario. Malgrado il titolo, l'opera non ha un carattere barbaro come l'espressione può suggerire nella sua accettazione generale. Infatti, a causa della tonalità, la scrittura in diesis o in doppio diesis è suonata sui tasti bianchi di due pagine.
Charles-Valentin Alkan la composto un brano intitolato Allegro alla barbaresca, op. 39, che Béla Bartók non conosceva. Fu durante un colloquio con Ferruccio Busoni, prima del 1911, che il musicista ottenne la pittura. Non conosceva l'Allegro Barbaro, op. 35.
La prima edizione del 1913, ndr = 96-84 – e l'edizione Universal = 76-84, fecero ridere Bartók del Moderato barbaro. Nella sua registrazione, il compositore stesso superò questo limite metrononico per raggiungere = 100.

## Discografia
Tra le centinaia di versioni registrate, possiamo ricordare i seguenti grandi nomi:
1. György Sándor (1954, DG; 1961, Vox; 1995, « vol. 4 » Sony SK 68279);
2. Zoltán Kocsis (agosto 1993, « vol. 2 » Philips Classics);
3. Jenő Jandó (gennaio 2000, « vol. 3 » Naxos).

Molti studenti e professionisti eseguono questa composizione nei recital e l'elenco delle registrazioni è piuttosto lungo.
Nel 1970, il supergruppo progressive rock inglese Emerson, Lake & Palmer ha adattato il pezzo come The Barbarian, presente nel loro eponimo album.